# Quesnoy-sur-Deûle
Quesnoy-sur-Deûle [kenwa syʁ døl] (ndl.: "Kezenet aan de Deule") ist eine französische Stadt mit 6863 Einwohnern (Stand 1. Januar 2022) im Département Nord in der Region Hauts-de-France.

## Lage

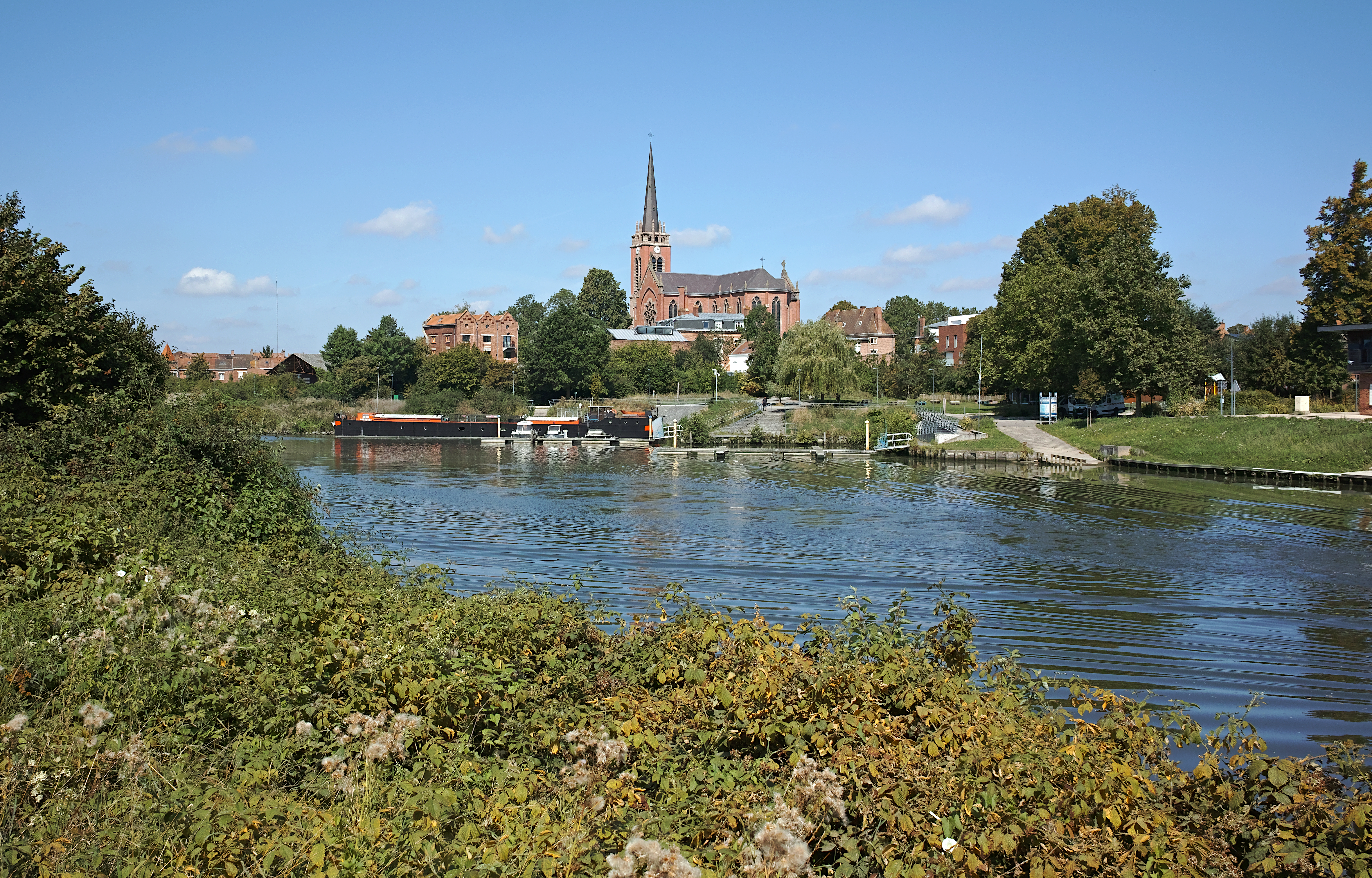
Blick über den Deûle-Hafen zur Kirche

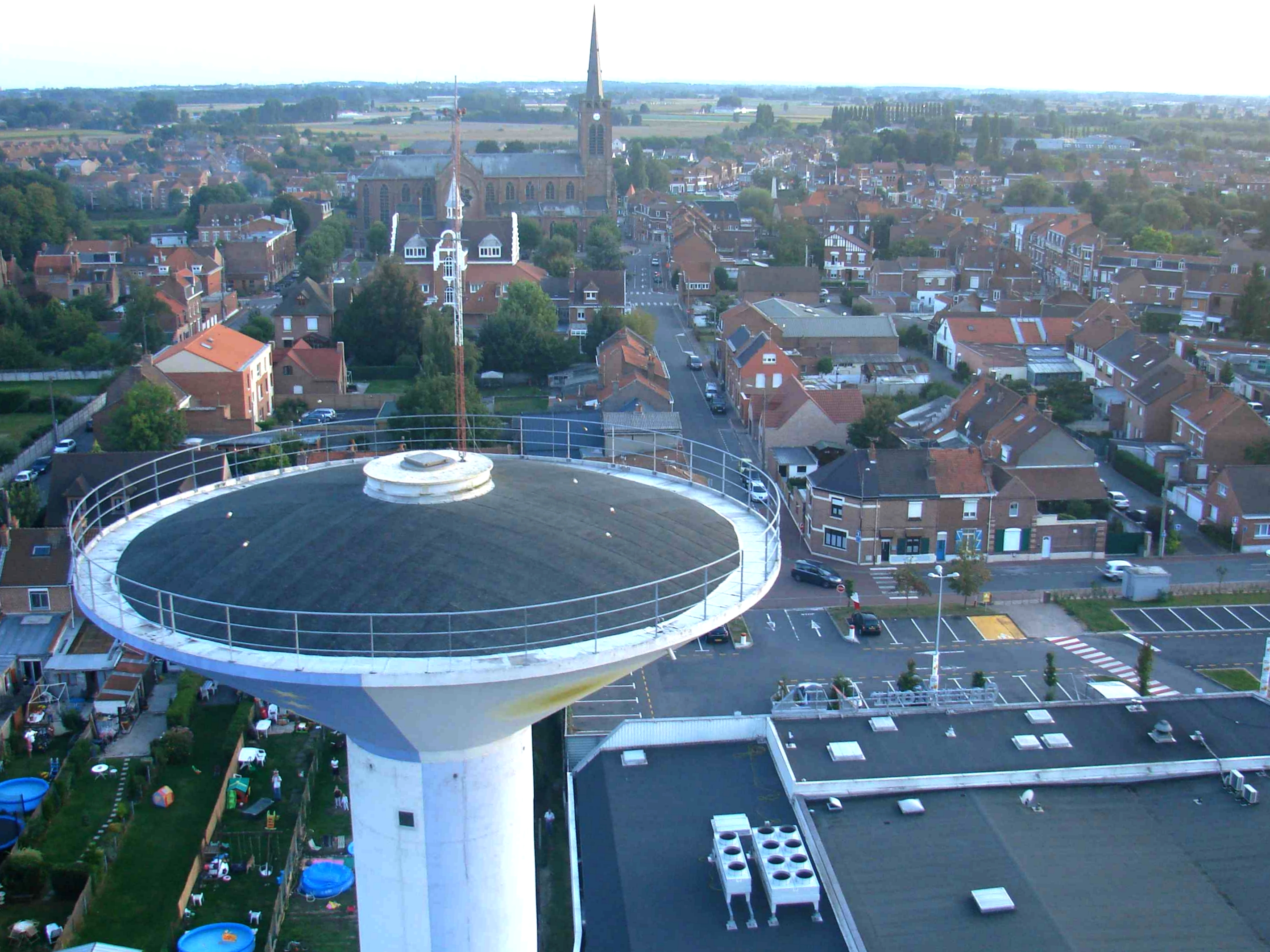
Blick über den Wasserturm zur Innenstadt

Die Stadt Quesnoy-sur-Deûle liegt an der kanalisierten Deûle, etwa zwölf Kilometer nordwestlich von Lille und rund sechs Kilometer südlich der Grenze zu Belgien. Umgeben wird Quesnoy-sur-Deûle von den Nachbargemeinden Comines im Norden, Linselles im Nordosten, Wambrechies im Südosten, Verlinghem im Süden, Frelinghien im Westen und Deûlémont im 'Nordwesten.

## Geschichte
Eine erste urkundliche Erwähnung von Quesnoy findet sich im 12. Jahrhundert, die Ursprünge dürften jedoch in der Antike liegen, da bereits ein Durchgangsverkehr über die Deûle bestand.
Zu erwähnen ist eine Schleuse, deren Vorgängerin aus dem 13. Jahrhundert stammte. 
1781 wurden Anlegestellen erbaut und 1784 wurde eine neue Brücke errichtet. Damals passierten ungefähr 2400 Schiffe, heute rund 18.000 Schiffe pro Jahr den Ort.

## Bevölkerungsentwicklung
| Jahr                       | 1962 | 1968 | 1975 | 1982 | 1990 | 1999 | 2006 | 2012 | 2021 |
| Einwohner                  | 4106 | 4588 | 4810 | 5427 | 5775 | 6380 | 6893 | 6969 | 6920 |
| Quellen: Cassini und INSEE |      |      |      |      |      |      |      |      |      |

## Sehenswürdigkeiten

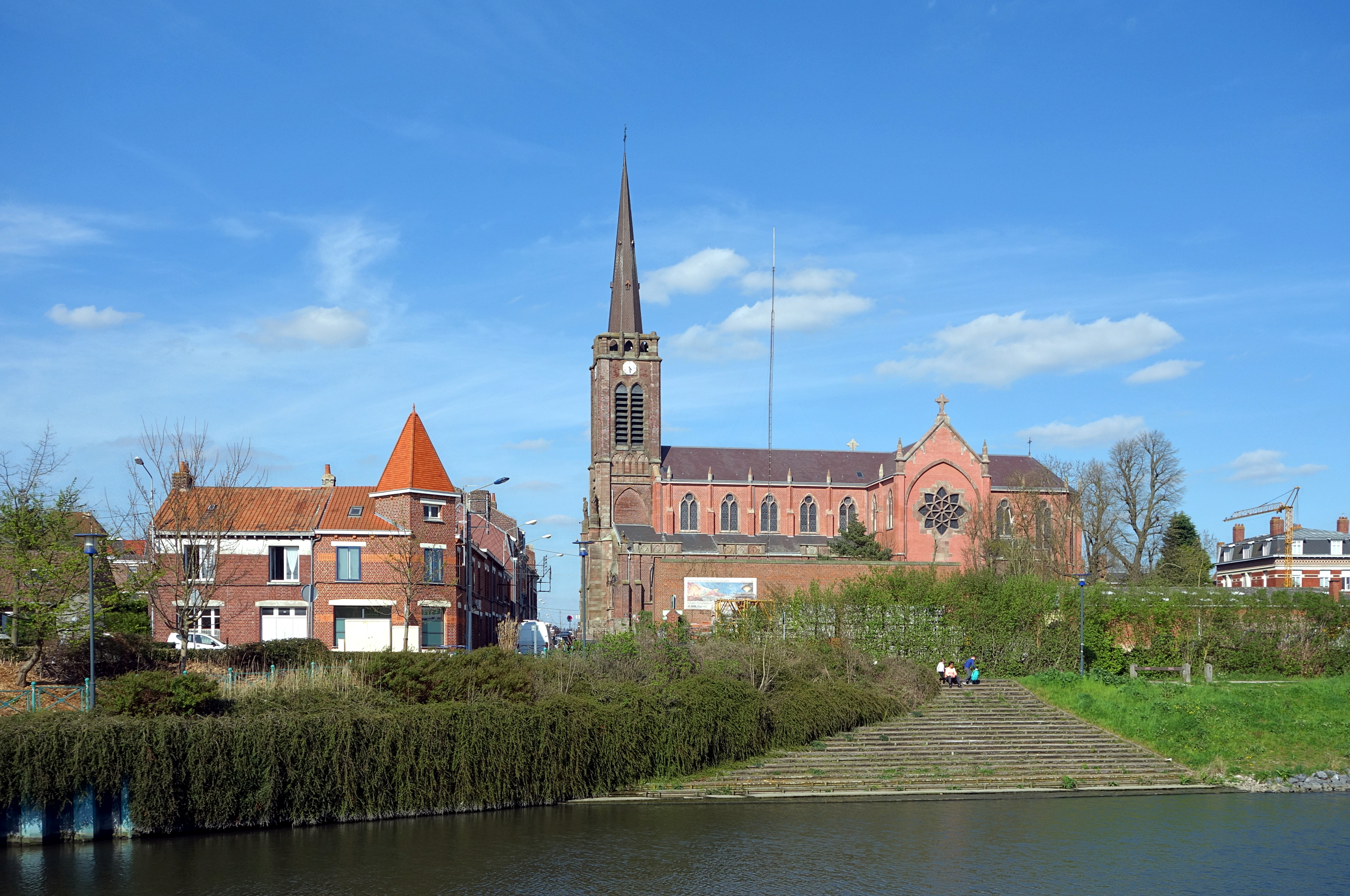
Kirche Saint-Michel
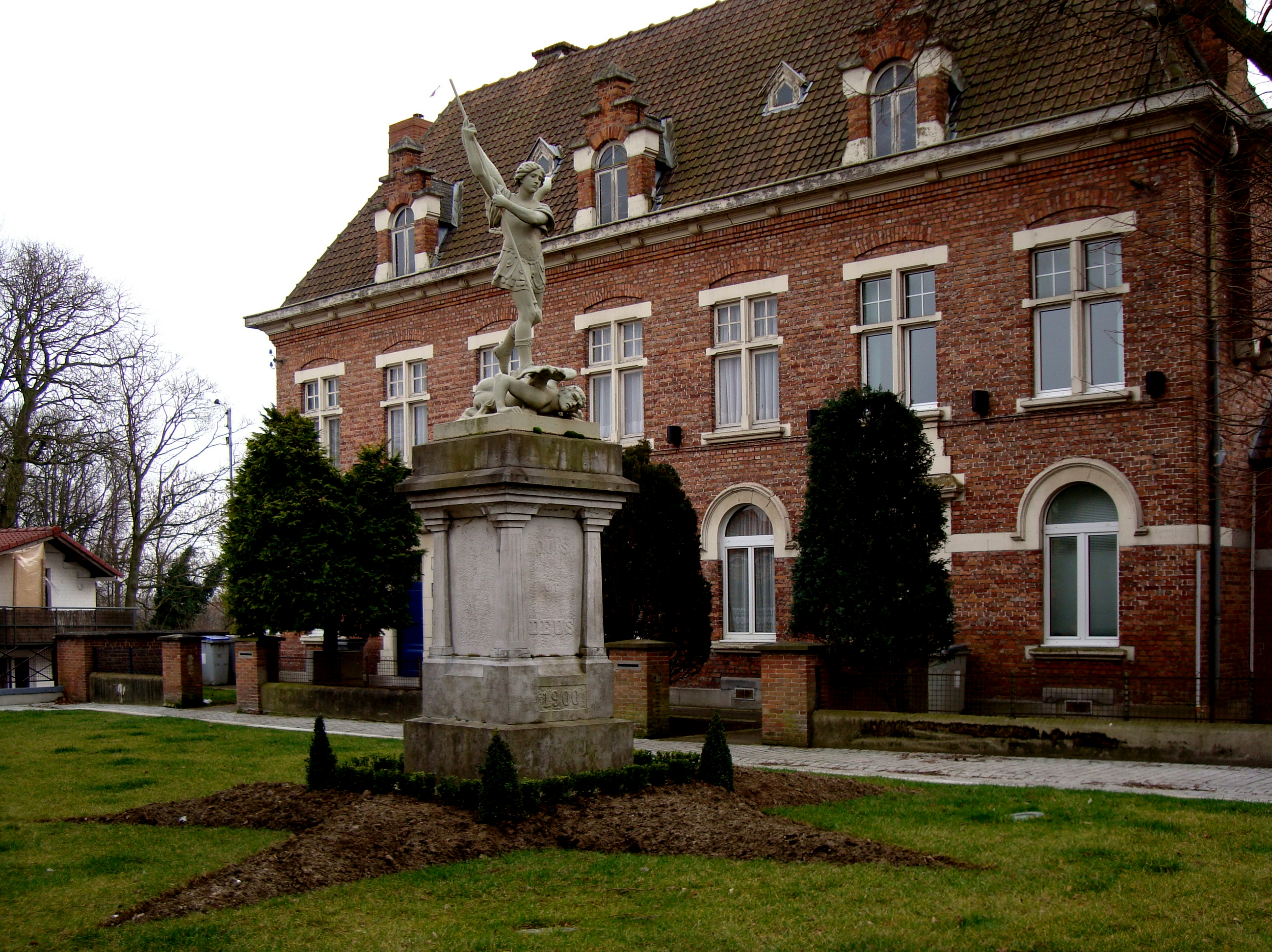
Wasserturm
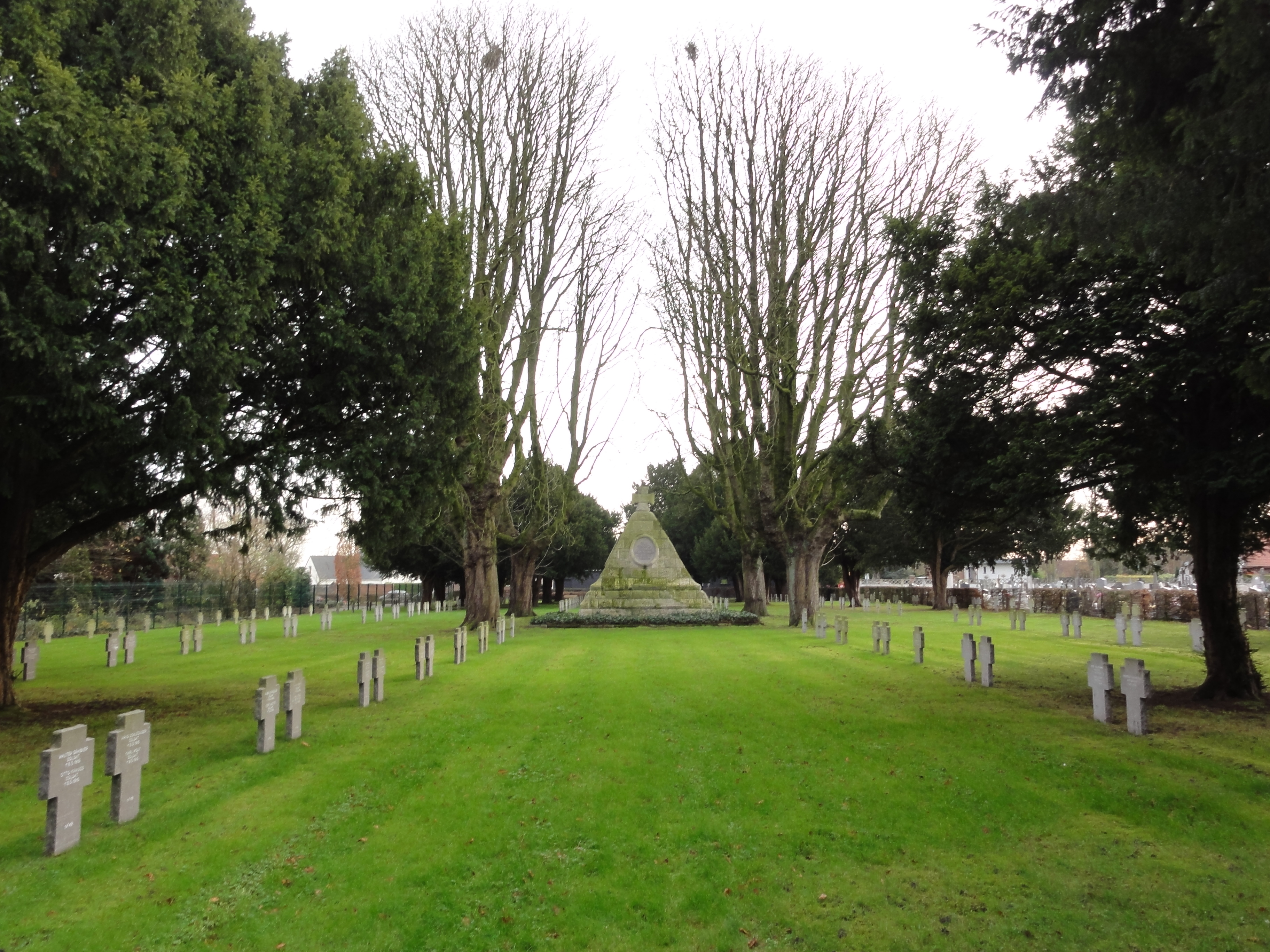
Deutscher Soldatenfriedhof

- Kirche Saint-Michel
- Altes Pfarrhaus und Saint-Michel-Statue
- Deutscher Soldatenfriedhof

## Infrastruktur

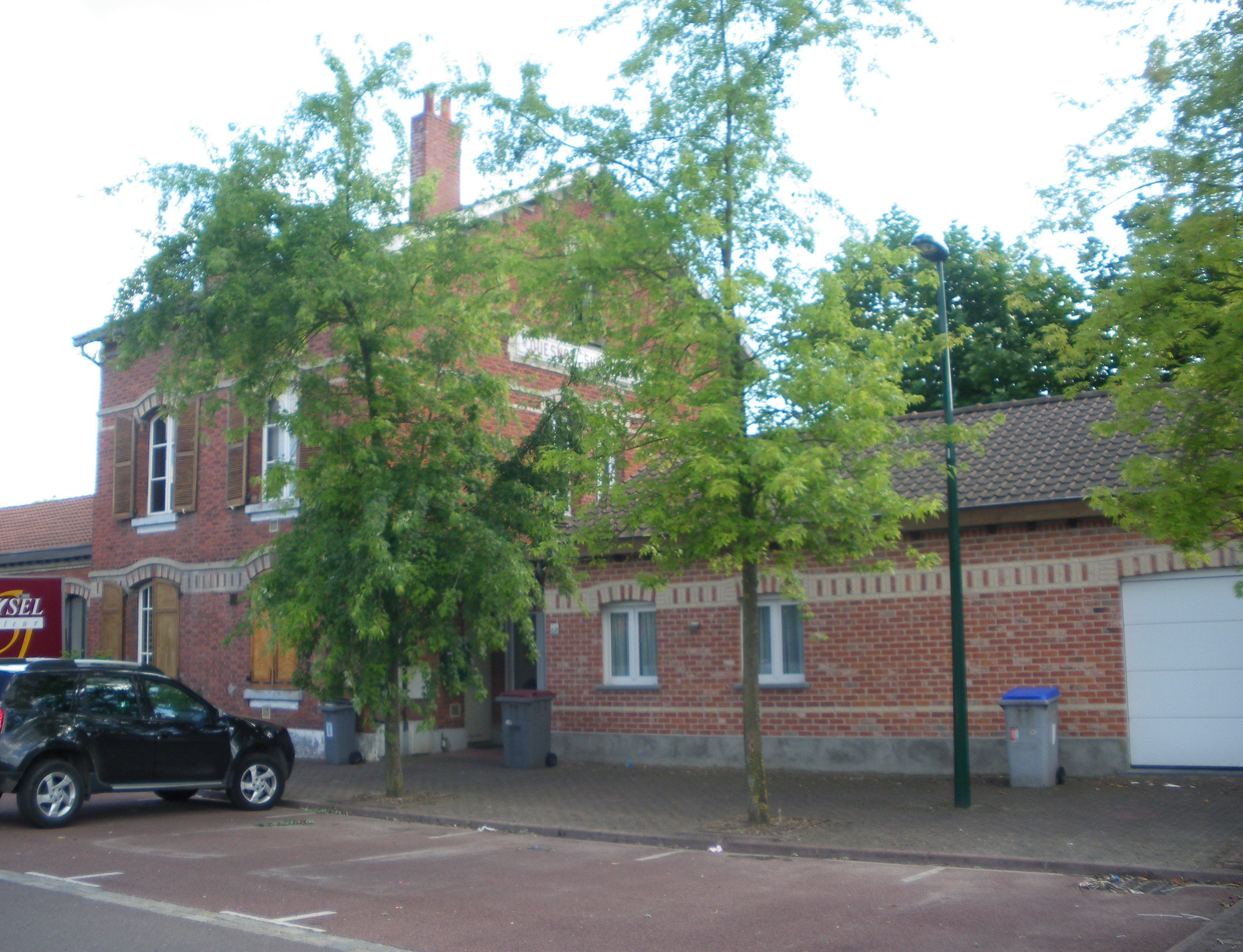
Bahnhof

Die wirtschaftliche Aktivität verteilt sich auf ca. 110 Handwerks- und Handelsbetriebe. Als Wirtschaftsbereiche sind zum Beispiel vertreten: Leinenhandel, Transportunternehmen, Bauunternehmen, Stahl- u. Bauhandel, Papierrecycling usw. An die 50 landwirtschaftliche Betriebe bearbeiten circa 77 % der Gesamtfläche; Kartoffelanbau ist dabei ein Schwerpunkt.
Der Ort hat einen Bahnhof an der Bahnstrecke La Madeleine–Comines-France, die 1876 von der Compagnie des Chemins de fer du Nord-Est eröffnet wurde. Im Dezember 2019 endete dort der Schienenpersonenverkehr.

## Städtepartnerschaft
Mit Swisttal in Nordrhein-Westfalen besteht seit 1990 eine Partnerschaft.

## Persönlichkeiten
- Victor Brochard (1848–1907), Philosoph und Philosophiehistoriker
- Alfred von Fabrice (1818–1891), sächsischer General und Politiker, geboren in Quesnoy-sur-Deûle